# الجنة تحت قدميها (فلم)
الجنة تحت قدميها هو فيلم دراما مصري من إخراج حسن الإمام  وبطولة فريد شوقي، فردوس عبد الحميد، سمير صبري، لبلبة، يسرا وحسين الإمام، صدر الفيلم في 3 ديسمبر 1979.

## نبذة
تعمل (زينب) في أحد المصانع لتقوم بتربية ابنتها (نعمت) وابنها (حسين)، ترفض الزواج من (أيوب). يحاول صاحب المصنع الإيقاع بـ(زينب) لكنها ترده. فيقرر أيوب حرق المصنع، وسرقة صاحبه وقتله، تنجح الجريمة، ويغير من شخصيته، ويصبح غنيًا، وُتتهم (زينب) في الجريمة وُتسجن، يكبر (حسين)، ويصبح محاميًا، بينما تعمل (نعمت) خياطة، وترى أن الثراء بأي وسيلة هو الحل. تهرب (زينب) من السجن لتلتقي أولادها، وتبحث عن دليل براءتها، وهو خطاب خبأه شقيقها (أحمد)، وهو طفل.

## طاقم العمل
- فريد شوقي بدور أيوب
- فردوس عبدالحميد بدور زينب / فاطمة
- سمير صبري بدور كمال
- لبلبة بدور إنشراح
- يسرا بدور نعمت
- حسين الإمام بدور أحمد

## وصلات خارجية
- مقالات تستعمل روابط فنية بلا صلة مع ويكي بيانات